# Romà Bordell i Rosell
Romà Bordell i Rosell (Organyà, Alt Urgell, 7 d'agost de 1928 - 26 de juny de 2008) fou un jugador d'escacs català, un dels més forts escaquistes de Catalunya de les dècades de 1950 i 1960.
Va ser una vegada subcampió d'Espanya, el 1952 per darrere del Mestre Internacional Antonio Medina García. Va ser tres vegades campió de Catalunya absolut, els anys 1948, 1953 i 1964, i en va ser subcampió en una ocasió el 1952. En torneigs internacionals, va guanyar el Premier Reserve del Torneig d'escacs de Hastings el 1953 amb 7½ de 9 i amb un punt i mig d'avantatge sobre el segon classificat. El 1964 va participar en la Copa d'Escacs Clare Benedict a Lenzerheide. El 1987 va ser subcampió a l'Obert Internacional d'Escacs Ciutat de Badalona.